# Haliophis
Haliophis – rodzaj ryb z rodziny diademkowatych (Pseudochromidae).

## Klasyfikacja
Gatunki zaliczane do tego rodzaju:
- Haliophis aethiopus
- Haliophis diademus
- Haliophis guttatus